# Palaunachtzwaluw
De Palaunachtzwaluw (Caprimulgus phalaena) is een vogel uit de familie van de nachtzwaluwen (Caprimulgidae).

## Verspreiding en leefgebied
Deze soort is endemisch op Palau, een eiland van de westelijke Carolinen.

## Status
Er zijn geen tellingen bekend van de populatie, maar gelet op de kleine omvang van het eiland wordt dit aantal geschat op 1000-2500 volwassen vogels. Aangenomen wordt dat dit aantal stabiel is. Daarom staat deze nachtzwaluw als niet bedreigd op de Rode Lijst van de IUCN.